# Шомон-Жисту
Шомо́н-Жисту́ (фр. Chaumont-Gistoux, валлон. Tchåmont-Djistou) — коммуна в Валлонии, расположенная в провинции Валлонский Брабант, округ Нивель. Принадлежит Французскому языковому сообществу Бельгии. На площади 48,09 км² проживают 10 926 человек (плотность населения — 227 чел./км²), из которых 49,27 % — мужчины и 50,73 % — женщины. Средний годовой доход на душу населения в 2003 году составлял 15 978 евро.
Почтовый код: 1325. Телефонный код: 010.